# Volodymyr Kaljužnyj
Volodymyr Kaljužnyj (in ucraino Володимир Калюжний?; Kiev, 5 aprile 1972) è uno schermidore ucraino.

## Biografia
Ha partecipato a tre edizioni dei giochi olimpici (Atlanta 1996, Sydney 2000 e Atene 2004), ottenendo come miglior piazzamento un sesto posto.
Nei campionati europei di scherma ha conquistato una medaglia di bronzo a Copenaghen nel 2004, nella gara di sciabola a squadre.

## Palmarès
In carriera ha conseguito i seguenti risultati:
- Europei di scherma

Copenaghen 2004: bronzo nella sciabola a squadre.